# Manusae
Manusae (Manusea) ist ein osttimoresischer Suco im Verwaltungsamt Hatulia (Gemeinde Ermera).

## Geographie

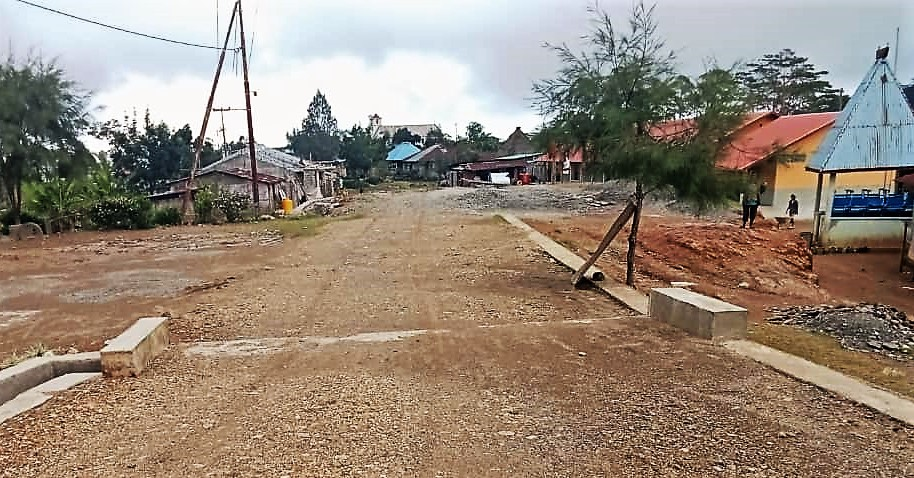
Im Dorf Hatete (2023)

Vor der Gebietsreform 2015 hatte Manusae eine Fläche von 21,30 km². Nun sind es 22,51 km². Der Suco liegt im Osten des Verwaltungsamts Hatulia. Nördlich liegt der Suco Fatubolo, nordwestlich der Suco Fatubessi, westlich der Suco Ailelo und südlich die Sucos Hatolia Vila und Coilate-Letelo. Im Osten grenzt Manusae an das Verwaltungsamt Ermera mit seinem Suco Poetete Vila. Von Osten her kommt der Fluss Lahosa in den Suco und durchschneidet ihn in der Mitte auf seinem Weg nach Westen, wobei er seinen Namen ändert in Eahora. An der Grenze zu Fatubolo entspringt der Bapera. Er folgt der Grenze nach Westen und mündet an der Grenze zu Fatubessi in den Eahora.
Zwischen den Flüssen Eahora und Bapera liegen im Nordteil von Manusae die Dörfer Betutu, Ducurai, Otete, Uradu (Urado), Bauana, Oeroboti (Geroboti), Gaenoa, Lurirema (Lurirema) und Hatete. Durch den Südteil führt die Überlandstraße, die die Orte Ermera und Hatolia Vila miteinander verbindet. An ihr liegen die Orte Aibote, Lelemanu (Letemanu) und Lebutu. Im Südwesten befindet sich außerdem das Dorf Cuccara (Cucara). Grundschulen gibt es in Lebutu, die Escola Primaria Urema (Manusae), und in Bauana.
Im Suco befinden sich die fünf Aldeias Bauana, Cuccara, Hatete, Lugulaulau und Otete.

## Einwohner
Im Suco leben 5.003 Einwohner (2022), davon sind 2.587 Männer und 2.416 Frauen. Im Suco gibt es 780 Haushalte. Über 64 % der Einwohner geben Mambai als ihre Muttersprache an. Über 34 % sprechen Tetum Prasa und eine Minderheit Kemak.

## Politik
Bei den Wahlen von 2004/2005 wurde Julito Soares Madeira zum Chefe de Suco gewählt. Bei den Wahlen 2009 gewann Marcos Soares und 2016 Aureliano Martins.